# (180213) 2003 UM8
(180213) 2003 UM8 — астероїд головного поясу, відкритий 19 жовтня 2003 року.
Тіссеранів параметр щодо Юпітера — 3,706.